# Aporobopyrus oviformis
Aporobopyrus oviformis är en kräftdjursart som beskrevs av Sueo M. Shiino 1934. Aporobopyrus oviformis ingår i släktet Aporobopyrus och familjen Bopyridae. Inga underarter finns listade i Catalogue of Life.